# Giorgio Morandi

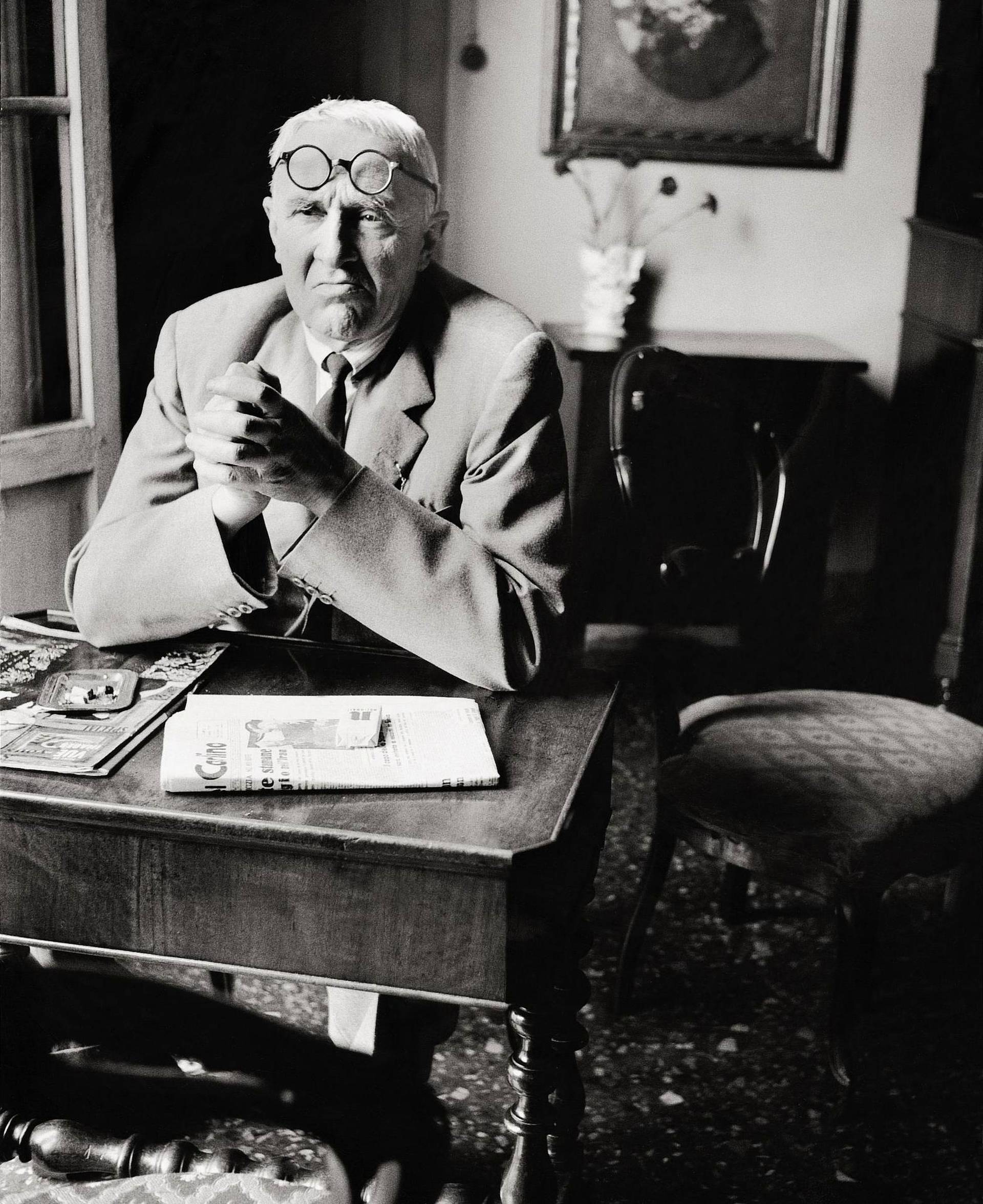
Giorgio Morandi.

Giorgio Morandi, född 20 juli 1890 i Bologna, död 18 juni 1964 i Bologna, var en italiensk konstnär.

## Biografi
Morandi målade till övervägande del stilleben och landskap. Hans stilleben av lerkärl, flaskor och vaser utgör i sin vardaglighet näst intill abstrakta mönster och ytor. "Inget är mer abstrakt än verkligheten eller tingen själva" är ett ofta återgivet citat av konstnären. Det är samma föremål som återkommer gång på gång hos Morandi, avbildade i balans och enkelhet där ytor, skuggor och ljus bygger motiven.